# خولیو آلوارز دل وایو
خولیو آلوارز دل وایو (انگلیسی: Julio Álvarez del Vayo; ۹ فوریهٔ ۱۸۹۱ – ۳ مهٔ ۱۹۷۵) سیاستمدار، روزنامه‌نگار، دیپلمات، نویسنده، و حقوقدان اهل اسپانیا بود. او در دوران جنگ داخلی اسپانیا وزیر خارجهٔ این کشور بود و بعدها کمیسار و ارتشبد ارتش اسپانیا شد.